# Alexandre Svechnikov
Alexandre Vassilievitch Svechnikov (en russe : Александр Васильевич Свешников), né le 11 septembre 1890 à Kolomna et mort le 3 janvier 1980 à Moscou, est un musicien russe puis soviétique, chef de chœur, et fondateur en 1944 du Collège choral de Moscou.

## Biographie
À l'origine, le Collège était réservé aux garçons et aux jeunes hommes. En 1991, son successeur, Viktor Popov, a rénové cette institution pour ouvrir les portes de son Académie d’art choral aux jeunes filles. Fut alors créé un chœur mixte qui s'ajouta au chœur de garçons et de jeunes hommes déjà existant. Les élèves font partie d’une académie où, à côté des matières musicales (solfège, théorie, direction des chœurs, chant et formation vocale, histoire de la musique), sont aussi enseignées langues étrangères et philosophie, religion, histoire, esthétique, etc.
Il a été recteur du Conservatoire Tchaïkovski de Moscou de 1948 à 1974. 
Il est inhumé à Moscou, au cimetière de Novodievitchi.

## Distinctions
- Héros du travail socialiste en 1970 ;
- Trois fois l'ordre de Lénine : en 1960, 1966 et 1970 ;
- Deux fois l'ordre du Drapeau rouge du Travail : en 1940 et 1950 ;
- Artiste du peuple de l'URSS en 1956 ;
- Prix Staline en 1946.